# تأثير فقدان الوزن بالماء
تأثير فقدان الوزن بالماء لم يتم دراسة أثار إستهلاك الماء في فقدان الوزن بشكل قوي ولكن من المرجح أن استهلاك المياه مع الوجبات يؤدي إلى تقليل إجمالي الطاقة المكتسبة وكذلك فقدان الوزن، وبالأخص إذا تم تناول الماء بدلًا من السوائل المشبعة بالسعرات الحرارية.